# 武吉哈逢緊急事件
武吉哈逢緊急事件（Bukit Kepong incident）又稱武吉哈逢惨案，是1950年2月23日马来亚警察与马来亚共产党枪手在馬來亞緊急狀態期间发生的一次武装冲突。这次冲突发生在柔佛武吉哈逢的武吉哈逢警察局周围的地区。當天凌晨4点半，马来亚共产党枪手攻击警察局。警察局长带领所有25名警察进入警局中的碉堡。马来亚共产党一方共有180名武裝人員參與進攻。双方枪战至當天早晨6点半後，由於马来亚共产党始終無法攻入警局，於是朝警局丟汽油彈，並槍擊逃出警局的警员。5小時後，马来亚共产党攻佔警局。
此次衝突包括警察局長以及副警長在內的14名警员、5名辅警、3名村庄警卫、3名警员太太，2名孩子死亡；4名警察和他们的9名家属存活。马来亚共产党方面共有40人死亡。

## 外部連結
- Pictures of Bukit Kepong by M Jeffri Razali

2°20′47.9″N 102°49′49.5″E / 2.346639°N 102.830417°E